# Hubschrauberabsturz bei Varzaqan 2024
Am 19. Mai 2024 ereignete sich ein Hubschrauberabsturz bei Varzaqan, als eine Bell 212 in der Nähe von Varzaqan in der iranischen Provinz Ost-Aserbaidschan abstürzte. Alle acht Insassen kamen ums Leben. An Bord befanden sich neben weiteren Personen der iranische Präsident Ebrahim Raisi, Außenminister Hossein Amir-Abdollahian, der Generalgouverneur der Provinz Ost-Aserbaidschan Malek Rahmati und Mohammad Ali Ale-Hashem, der Vertreter des Obersten Führers Irans in Ost-Aserbaidschan. Ermittlungen zum Absturz kamen zu dem Ergebnis, dass eine Kombination aus Überladung (bzw. der Überschreitung der zulässigen Personenkapazität) und schlechtem Wetter zu dem Absturz führte.

## Hintergrund

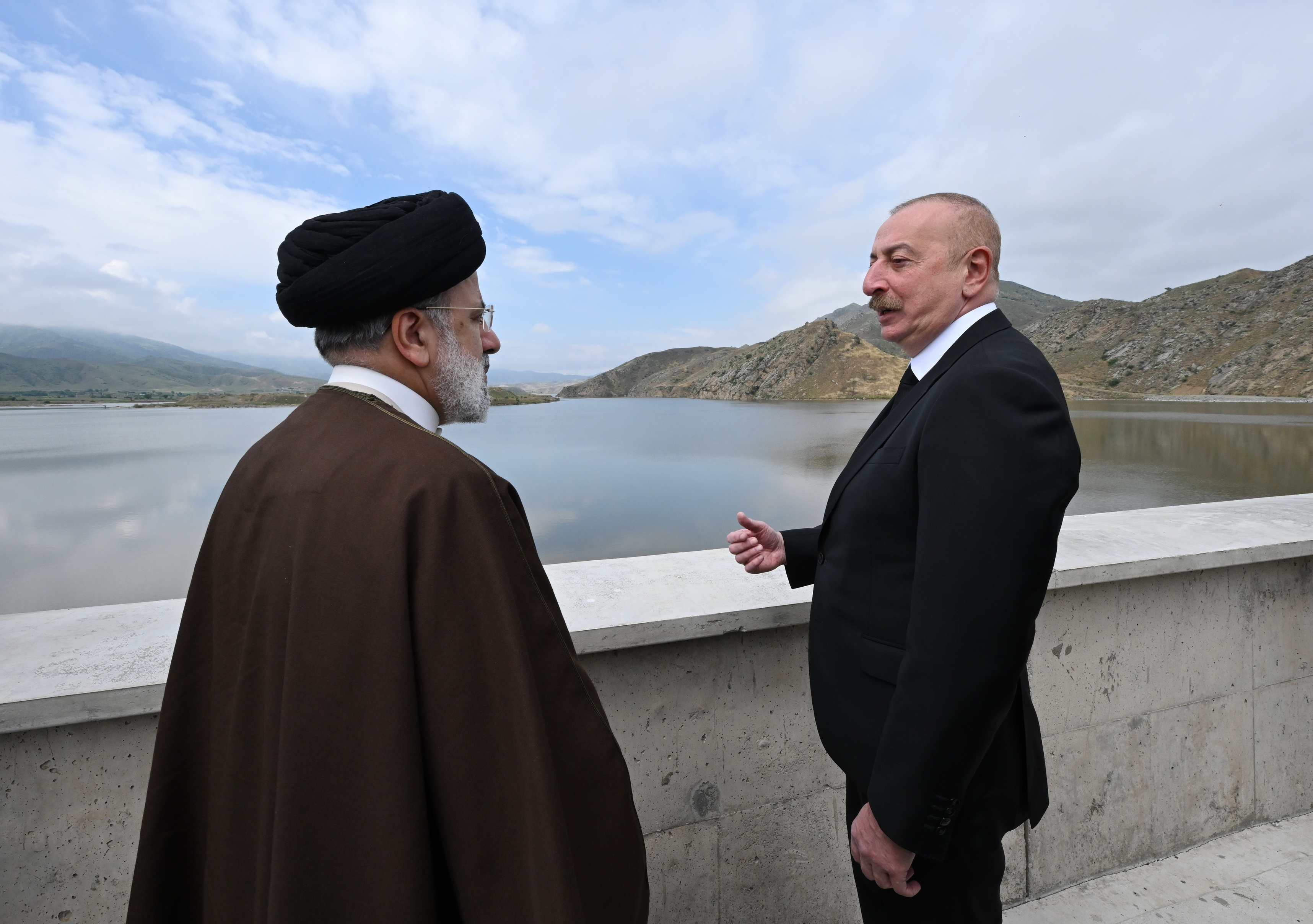
Ebrahim Raisi (links) mit Ilham Aliyev an der Grenze zwischen Aserbaidschan und Iran am Tag des Absturzes

Am 19. Mai 2024 besuchte der iranische Präsident Ebrahim Raisi Aserbaidschan, um gemeinsam mit dem aserbaidschanischen Präsidenten Aliyev das Giz-Galasi-Reservoir einzuweihen.
Dieses ist das dritte Gemeinschaftsprojekt zwischen Iran und Aserbaidschan am Fluss Aras.
Einen Tag vor dem Absturz gab die Iranische Wetterorganisation eine orangefarbene Wetterwarnung für die Region heraus.

## Absturz
Ein Konvoi aus drei Hubschraubern befand sich auf dem Weg von Choda Afarin nach Täbris
Gegen 13:30 Uhr IRST (UTC+03:30) stürzte einer der Hubschrauber etwa 2 Kilometer (1,2 Meilen) südwestlich des Dorfes Ūzī  in der Dizmar-Waldregion, einem Wildtierkorridor in der Nähe des nördlichen Varzaqan-Gebiets der Provinz Ost-Aserbaidschan, ab.
Die Maschine war mit zwei Militärpiloten im Rang von Obersten und einem Flugtechniker im Rang eines Majors bemannt. Mehrere Passagiere setzten Notrufe ab, bevor der Hubschrauber abstürzte. Der Energieminister Ali Akbar Mehrabian und der Minister für Wohnungsbau und Verkehr Mehrdad Bazrpash, die mit den anderen beiden Hubschraubern unterwegs waren, kamen sicher in Täbris an.

## Bergung
Der staatliche iranische Rundfunkbetreiber IRIB und Innenminister Ahmad Vahidi beschrieben den Absturz als eine harte Landung, die durch schlechtes Wetter und Nebel verursacht worden sei.
Generalmajor Mohammad Bagheri, Stabschef der Streitkräfte der Islamischen Republik Iran, befahl allen Teilstreitkräften, ihre gesamten Ressourcen für Rettungsaktionen einzusetzen. Starker Nebel beeinträchtigte die Such- und Rettungsaktionen in Varzaqan. Berichten zufolge sollten Such- und Rettungsteams die Absturzstelle bis 20:00 Uhr erreichen.
Der Rundfunk der Islamischen Republik Iran (IRIB) berichtete, dass die Rettungsarbeiten aufgrund des dichten Waldgebiets auf Schwierigkeiten stießen, die durch widrige Wetterbedingungen wie starken Regen, Nebel und starke Winde noch verschlimmert wurden. Drohnen, Such- und Rettungsteams, speziell ausgebildete Hunde und das Satellitensystem Copernicus unterstützten die Suche.
Um 20:39 Uhr befanden sich iranische Streitkräfte in der Nähe der Absturzstelle. Vierzig Rettungsteams der iranischen Rothalbmond-Gesellschaft sowie Drohnen wurden in das Absturzgebiet geschickt.
Janez Lenarčič, EU-Kommissar für Krisenmanagement, kündigte an, dass die Europäische Union auf Ersuchen Irans den Copernicus Emergency Management Service (Schnellreaktions-Satellitenkartierung) aktivieren werde. Armenien, Aserbaidschan, Irak, Katar, die Türkei und Russland boten ihre Hilfe bei der Suche an.
Nach Medienangaben stellte das türkische Verteidigungsministerium einen Such- und Rettungshubschrauber mit Nachtsichtgerät sowie ein unbemanntes Luftfahrzeug zur Verfügung. Koordinaten der Drohne des Typs Bayraktar Akıncı zeigten, dass sich die Absturzstelle an einem steilen Berghang 20 Kilometer (12 Meilen) südlich der aserbaidschanisch-iranischen Grenze befand.
Später am 19. Mai berichtete IRIB, dass der Hubschrauber gefunden worden sei und es am Absturzort „kein Lebenszeichen“ gegeben habe. Mit Ausnahme seines Hecks war der Hubschrauber nach dem Aufprall vollständig verbrannt. Die Suchaktionen wurden nach der Bergung der Leichen der an Bord befindlichen Personen am 20. Mai eingestellt. Die Leichen befanden sich überwiegend in einem verkohlten Zustand, waren aber optisch noch identifizierbar.

## Nachwirkungen
Raisi war der zweite iranische Präsident, der im Amt starb, nach Mohammad Ali Radschai, der 1981 bei einem Bombenanschlag getötet wurde.
Am 20. Mai wurde Mochber vom Obersten Führer Ali Chamenei offiziell zum amtierenden Präsidenten ernannt, während Ali Bagheri zum amtierenden Außenminister ernannt wurde. Am selben Tag erklärte das auf die Regierung Raisis nachfolgende Kabinett, dass die Regierung ihre Arbeit „ohne die geringste Störung“ fortsetzen werde.
Chamenei bat die Nation um Gebet und sagte: „Die Nation muss sich keine Sorgen oder Ängste machen, da die Verwaltung des Landes überhaupt nicht gestört wird.“ Im ganzen Land wurden Gebete für Raisi abgehalten, die vom staatlichen Fernsehen ausgestrahlt und von der Fars News Agency gefördert wurden. Gleichzeitig kursierten in den sozialen Medien Videos von Menschen, die feierten und Feuerwerkskörper abfeuerten. Die Regierung sagte eine Kabinettssitzung ab und berief stattdessen eine Dringlichkeitssitzung ein, bei der Raisis Stuhl leer blieb und mit einer schwarzen Schärpe umhängt wurde. Hochrangige Beamte des Obersten Nationalen Sicherheitsrats reisten nach Täbris. Nach der Bestätigung von Raisis Tod rief Chamenei eine fünftägige Staatstrauer aus. Raisi wurde am 21. Mai in Täbris bestattet.
Der frühere iranische Außenminister Mohammad Javad Zarif machte die Vereinigten Staaten für den Absturz verantwortlich und sagte in einem Interview, dass deren Embargo für den Verkauf von Flugzeugen und Luftfahrtteilen an Iran „in die Liste der US-Verbrechen gegen das iranische Volk aufgenommen wird“. Ein Großteil der militärischen Luftflotte Irans wurde vor der Iranischen Revolution im Jahr 1979 erworben, doch aufgrund der internationalen Sanktionen gegen das Land war es schwierig, die notwendigen Teile zu beschaffen.
Maryam Rajavi, die Anführerin der im Exil lebenden Dissidenten Organisation der Volksmudschahedin Irans, beschrieb den Absturz als „einen monumentalen und irreparablen strategischen Schlag gegen den Obersten Führer der Mullahs, Ali Chamenei, und das gesamte Regime“, der „eine Reihe von Auswirkungen“ auslösen würde, darunter Krisen innerhalb seiner Führung. Sie fügte hinzu, dass Raisis Vermächtnis durch seine Rolle bei den Hinrichtungen iranischer politischer Gefangener im Jahr 1988 geprägt sei.
Auf Social-Media-Plattformen wird von Iranern und Exiliranern darüber spekuliert, dass es sich bei Raisis Tod um einen Mord handelt, der durch Mitglieder der islamischen Republik durchgeführt wurde. So werden häufig die Begriffe „entfernt“ oder „gelöscht“ verwendet. Eine verbreitete Theorie ist, dass Mojtaba Khamenei, der Sohn des Obersten Führers, mit dem Tod in Zusammenhang stehe. Die Prämisse, die sich durch die meisten dieser Beiträge zieht, ist, dass Raisi ein Anwärter im inoffiziellen, unausgesprochenen Rennen um den nächsten Herrscher der Islamischen Republik gewesen sein könnte und deshalb „entfernt“ werden musste. „In der verschwörerischen politischen Kultur Irans werden nur wenige glauben, dass Raisis Tod ein Unfall war“, postete Karim Sadjadpour von der Carnegie Endowment for Peace am Sonntagabend auf X, Stunden bevor Raisis Tod bestätigt wurde. Die vielen gewaltsamen und unaufgeklärten Todesfälle in der 45-jährigen Geschichte der Islamischen Republik tragen zu Spekulationen bei. Ein weiterer Grund für Spekulationen ist, dass die veröffentlichten Bilder der Unfallstelle der offiziellen iranischen Medien von einem anderen Unfall vor ein paar Jahren stammten.
Jason Rezaian, ein Journalist und ehemalige Geisel der islamischen Republik, denkt, dass die wahrscheinlichste Ursache für diesen tödlichen Hubschrauberabsturz sei, dass es ein Unfall war, der höchstwahrscheinlich passiert ist, weil sich ein Großteil der Islamischen Republik in einem fortgeschrittenen Zustand des Verfalls befindet, und verweist hierzu auf die extrem hohe Todeszahl von Verkehrsunfällen in Iran hin.

## Reaktionen

### Inland
Die Reaktionen in Iran waren gemischt; vor der Bestätigung von Raisis Tod fanden in Städten im ganzen Land Gebete für ihn statt, die vom staatlichen Fernsehen ausgestrahlt und von der Nachrichtenagentur Fars unterstützt wurden. Zur gleichen Zeit begannen in den sozialen Medien Videos von Menschen in Iran zu kursieren, die Feuerwerkskörper zündeten, während andere aus Solidarität mit den Feiernden tanzten, Musik spielten oder hupten. Es wurden auch Bilder von Menschen hochgeladen, die während der Niederschlagung der Mahsa-Amini-Proteste unter Raisis Präsidentschaft im Jahr 2022 getötet oder verletzt wurden. Die Polizei in Teheran warnte, dass jeder, der sich öffentlich über Raisis Tod freute, strafrechtlich verfolgt würde. Nach der Bekanntgabe von Raisis Tod versammelten sich Hunderte auf dem Vali-e-Asr-Platz, um um den Präsidenten zu trauern.

### Ausland
Während der Suchbemühungen kamen Beileidsbekundungen und Unterstützungsangebote vom aserbaidschanischen Präsidenten Ilham Aliyev, dem indischen Premierminister Narendra Modi, der irakischen Regierung, dem kubanischen Präsidenten Miguel Díaz-Canel, dem Präsidenten der Malediven Mohamed Muizzu, dem pakistanischen Premierminister Shehbaz Sharif, dem türkischen Präsidenten Recep Tayyip Erdoğan, dem Generalsekretär der Vereinten Nationen António Guterres und der Außenministerien Afghanistans, Katars, Kuwaits, Jordaniens, Omans, Russlands und Saudi-Arabiens. Das US-Außenministerium erklärte außerdem, dass es die Situation genau beobachte, während Präsident Joe Biden über den Vorfall informiert wurde.
Nach der Bestätigung des Todes von Raisi und den anderen Passagieren sprachen Führer und Beamte mehrerer Länder und internationaler Organisationen ihr Beileid und Mitgefühl aus, darunter der ehemalige afghanische Premierminister Hasan Akhund, der ägyptische Präsident Abdel Fattah al-Sisi, der Generalsekretär der Arabischen Liga Ahmed Aboul Gheit, der armenische Premierminister Nikol Pashinyan, der aserbaidschanische Präsident Ilham Aliyev und der bangladeschische Präsident Mohammed Shahabuddin und Premierminister Scheich Hasina, das bosnische Präsidentschaftsmitglied Željko Komšić, der chinesische Präsident Xi Jinping, der deutsche Bundeskanzler Olaf Scholz, der Präsident des Europäischen Rates Charles Michel, der kubanische Präsident Miguel Díaz-Canel, der indische Premierminister Minister Narendra Modi, der irakische Premierminister Mohammed Shia’ Al Sudani, der japanische Regierungssprecher Yoshimasa Hayashi, der jordanische König Abdullah II., der katarische Emir Tamim bin Hamad Al Thani, der libanesische Parlamentspräsident Nabih Berri, der malaysische Premierminister Anwar Ibrahim, der maledivische Präsident Mohamed Muizzu, der OPEC-Generalsekretär Haitham al-Ghais, der frühere pakistanische Premierminister Shehbaz Sharif, der palästinensische Präsident Mahmoud Abbas, der philippinische Präsident Bong Bong Marcos, der russische Präsident Wladimir Putin, der saudische König Salman und Kronprinz Mohammed bin Salman, der Schweizer Außenminister Ignazio Cassis, der sri-lankische Präsident Ranil Wickremesinghe, der südafrikanische Präsident Cyril Ramaphosa, der sudanesische Militärführer Abdel Fattah Burhan, der syrische Präsident Baschar al-Assad, der türkische Präsident Recep Tayyip Erdoğan, der Präsident der VAE, Mohamed bin Zayed Al Nahyan sowie der venezolanische Präsident Nicolás Maduro.
Während in Deutschland der Bundeskanzler Olaf Scholz zwei Tage nach dem Unfall in knappen Worten kondolierte, hatten sich viele Bundestagsabgeordnete aller demokratischen Parteien gegen Beileidsbekundungen ausgesprochen. Experten und Exil-Iraner in Deutschland hielten fest, dass sich durch den Tod von Raisi die politische Situation in Iran nicht verändern werde. Viele Exiliraner feierten den Tod von Raisi mit Tanzpartys und Gebäck, so unter anderem in Köln vor dem Dom, in Frankfurt, Berlin oder in London vor der Botschaft der islamischen Republik.
Die italienische Ministerpräsidentin Giorgia Meloni äußerte in einer Fernsehsendung die Hoffnung, dass sich eine künftige iranische Regierung „zur Stabilisierung und Befriedung der Region verpflichten“ werde. In der Schweiz wurde die Beileidsbekundung des EDA-Vorstehers Cassis diskutiert, u. a. kritisierte Gerhard Pfister (Mitte-Präsident) diese; die Medien versuchen sie mit den Guten Diensten und mit der Schweizer Rolle als Schutzmacht der USA in Iran zu erklären. Im Libanon, in Pakistan und in Syrien wurden offizielle Trauertage ausgerufen.
Ein nicht namentlich genannter israelischer Regierungsvertreter erklärte gegenüber Medien, dass Israel nicht an dem Vorfall beteiligt gewesen sei. Eine offizielle Reaktion der israelischen Regierung gab es nicht. Der Oppositionspolitiker Avigdor Lieberman urteilte, dass der Vorfall wahrscheinlich keine Auswirkungen auf die iranische Politik gegenüber Israel haben werde, und fügte hinzu, dass „wir keine Träne vergießen“ wegen Raisis Tod.

### Militante Gruppen
Mehrere von der Islamischen Republik Iran unterstützte militante islamistische Organisationen drückten ihr Beileid aus. Mohammed al-Houthi, der jemenitische Huthi-Innenminister, drückte dem iranischen Volk, der Führung und den Familien der Toten sein Beileid aus. Hamas betrauerte in einer Erklärung den Verlust eines „ehrenwerten Unterstützers“. Auch die Hisbollah trauerte um Raisi und bezeichnete ihn als „Beschützer der Achse des Widerstands“.

## Ermittlungsergebnis
Nach Untersuchungen kamen iranische Ermittler im August 2024 zu dem Ergebnis, dass eine Kombination aus schlechtem Wetter und Überladung des Helikopters dazu führte, dass dieser abstürzte. Die iranischen Behörden teilten mit, dass zwei Personen mehr an Bord der Maschine waren als das Sicherheitsprotokoll zur Personenkapazität vorsah. Die Ermittler schlossen laut iranischer Nachrichtenmeldung aus, dass es sich bei dem Absturz nicht um einen Unfall handelte.